# 维多利亚十字勋章 (加拿大)
维多利亚十字勋章 (英語：Victoria Cross) 是在目的上和外观上仿照（但有几处小区别）原来的英国维多利亚十字勋章（1856年设立）而制的加拿大军事勋章。它创立于1993年，和最初的十字勋章都是加拿大荣誉制中最高的荣誉（虽然后者不再颁发给加拿大人），它高于所有其他的授勋和嘉奖。它由加拿大君主，或者由君主代表——加拿大总督授予给任何面对敌军时表现出非凡勇气和对责任有献身精神的加拿大军队成员或者归属于/协同加拿大军队指挥的盟军成员。许多其他英联邦国家中，维多利亚十字勋章只能在战争情形下因抗敌行为被授予，但是加拿大政府对敌人定义更广，所以维多利亚十字勋章可以因抗击武装叛乱分子，海盗，或者其他敌对势力的行为被授予，而不必需要正式宣战。受奖者有权使用名后字母VC（英语法语均适用），同时也有权领取3,000加币的年金。自它成立以来，暂未有人获颁此加拿大勋章。

## 起源
原来的十字勋章是在1856年1月29日颁发，由维多利亚女王签署的皇家認證下设立，用于嘉奖军队在克里米亚战争中的英勇表现，而且与个人的社会地位和服役记录无关。最初，维多利亚十字勋章不授予给殖民地部队，直到Charles Heaphy少校因在1864年英国指挥下的战争行动而受到奖章，十字勋章才可以授予任何“帝国指挥下的当地部队。”十字勋章在1902年政策逆转之前，是不能在身后追授的。
直到1972年，81个加拿大军队成员（包括纽芬兰的）和13个服役英国部队的加拿大人获颁十字勋章。然而，自那以后，加拿大荣誉制度彻底改变，十字勋章在官方的荣誉名单内消失，这导致了数十年之久的关于是否该恢复此勋章的争论。当时的加拿大總理皮埃尔·特鲁多，经常回避关于十字勋章的问题，说到“只有加拿人才能受到加拿大的勋章。”他的继任者布赖恩·马尔罗尼在1987年成立委员会研究如何制定加拿大的维多利亚十字勋章来作为新军事荣誉系统的一部分。虽然委员会不推荐维多利亚十字勋章（加拿大十字章和军队英勇十字章之类的名字提了出来），但是，1991设立的澳大利亚维多利亚十字勋章，和来自环球邮报，加拿大君主主义者同盟，加拿大皇家军团之类的利益團體的压力，促使计划被修订；1991年，一项私人草案得到来自国会下议院的所有党派的支持，紧接着，维多利亚十字勋章，随着其他加拿大军事英勇勋章，一同在1992年12月31日由马尔罗尼正式提出。次年2月2日，加拿大女王伊丽莎白二世签署制诰批准了此请求，从而结束了加拿大对英国荣誉制度的依赖。

## 评判标准
1993年1月1日后任何时间，十字勋章将会因“在敌人面前，最显著的勇气，大胆杰出的勇敢行为或者自我牺牲精神和对责任的极度奉献精神”而被授予，也可以身后追授，而且，和英国不同的是，奖章还可以被撤回。维多利亚十字勋章和英勇十字勋章的主要区别是对“敌人”的特别指代，加拿大政府认定“敌人”为对加拿大君主的敌对势力，包括武装叛乱分子，叛徒，暴徒，海盗，这意味着“國王会同枢密院”无需正式宣战，就可以认定官方描述的敌对势力存在。因此，如果参与维和行动的加拿大人满足上述标准的话，该成员有资格得到授勋。
如果英勇行为是由一个小队，全体船员，或者个体成员的派遣队（如安保支队）完成的，而且所有人都视作一样英勇，同样值得授勋，那么将投票决定；有军衔和无军衔的军官各选一人，士兵和海员个人再在他们之间选两人。

## 授勋
十字勋章的授勋过程有两种方式：其一是通过奖章和嘉奖咨询委员会（国防部组成机构之一，共六人，一人由总督任命，其余由国防参谋长任命）。其二为，战地指挥官提交考虑的名字，不过这得获得总督的许可才能授予。受勋人有权收受加拿大政府的年金；根据2005年1月颁布的加拿大英勇奖条例，加拿大军队成员，或者1949年3月31日前加入英国军队且居住在加拿大或纽芬兰的成员，每年可以获得3,000加币。此前，死后追授十字勋章的的加拿大人，在英联邦战争公墓和其他墓地的埋葬地点，树立特别的墓碑。

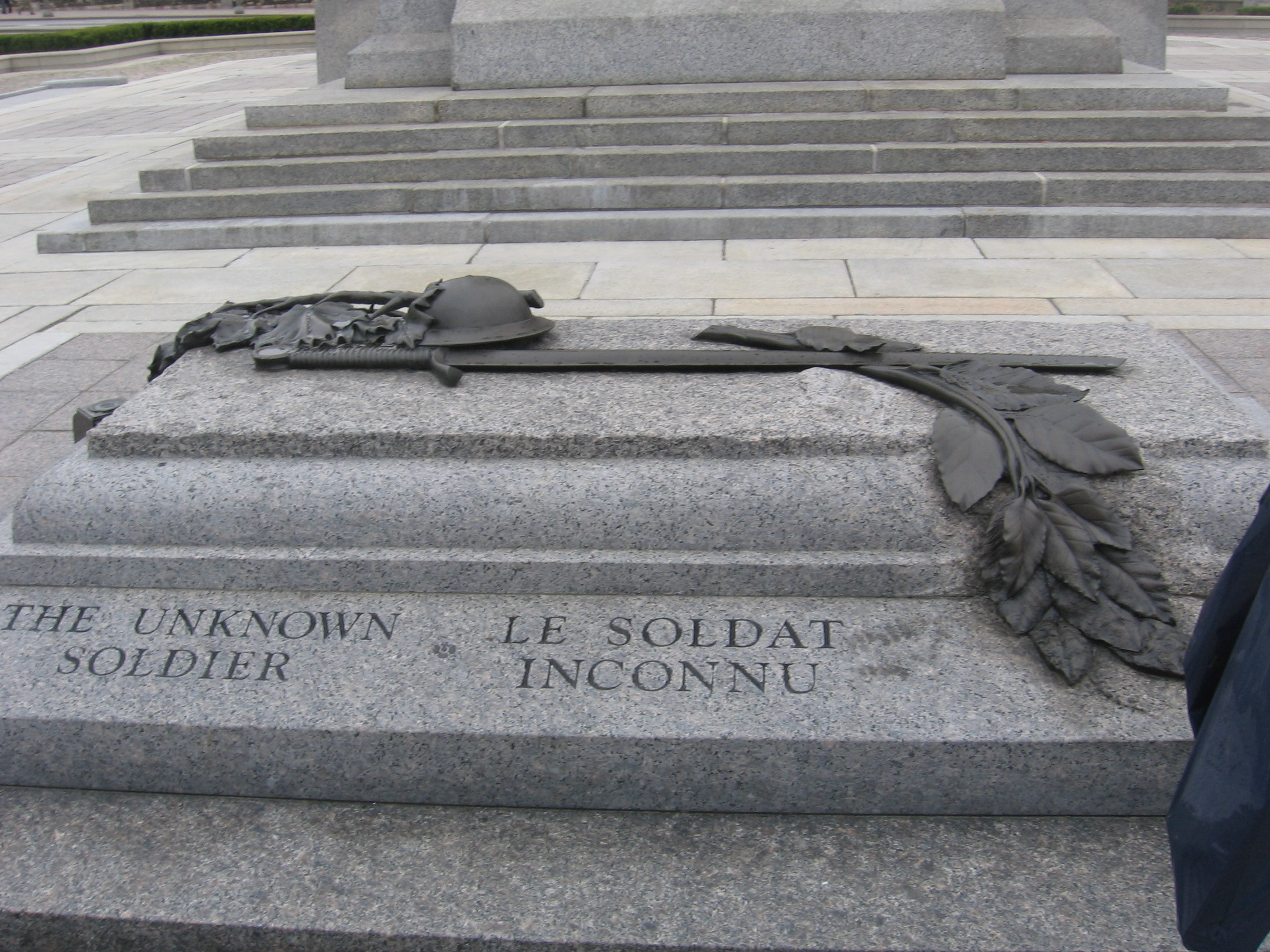
加拿大无名战士墓碑的近摄图

迄今，加拿大十字勋章还未曾颁发过；2005年身故的Smokey Smith是最后一位英国十字勋章的获得者（1945年由乔治六世授予）。仪式举行前，有人猜测，伊丽莎白二世将在2007年4月7日由她主持的维米纪念碑重落成仪式上授予十字勋章给加拿大总理，斯蒂芬·哈珀，以表彰代表全体加拿大阵亡将士的无名战士的英勇。此提议受到来自皇家加拿大军团，加拿大军队的异议，批评者感到，无名战士不应被高举过其他倒下的战友，而且，无名战士回国时，遗骸不应该授予奖章的想法也得到认同。所以，关于授予加拿大十字勋章给无名战士的决定没有定下来。

## 外观和展出
加拿大勋章的设计来自于英国的原型，原型由维多利亚女王的丈夫阿尔伯特亲王设计。加拿大的十字勋章也就因此为中心窄四向渐宽的直边十字勋章，横纵38（1.5英寸），由青铜色合金制成，正面由头戴皇冠的侧身直面的狮子组成，和加拿大国徽上的饰章相似，狮子之下所站立的皇冠代表圣爱德华王冠，皇冠之下为半圆形的饰带。奖章反面为突起的圆圈，雕刻着英勇行为的日期，和名字，军衔，所属部队。奖章悬挂在V形环上，环附在表面装饰有月桂叶的横条上，反面是名字，军衔，和部队，横条铸造材料和奖章相同，条带同样宽38 mm，颜色为深红色。加拿大纹章局的弗雷泽河纹章官，Cathy Bursey-Sabourin，和Bruce W. Beatty，给加拿大的十字勋章做了些修改，最显眼的就是融入了加拿大植物群作为装饰和将饰带上的FOR VALOUR铭文改为拉丁形式，PRO VALORE，以便于同时适用于加拿大的两个官方语言。2008年，民间加拿大共和国组织领导Tom Freda，反对奖章的名字和外观，因为他视之有“令人厌恶的殖民主义象征”，皇家肖像，和反穆斯林反犹太的外形。
自加拿大版本的维多利亚十字勋章设立以来，加拿大首次进入战争（阿富汗战争），于是2006年开始铸造奖章，那时成立了名为维多利亚十字勋章生产计划小组的委员会，该委员会由加拿大总督府的荣誉总理官领导。小组最初由来自，国防部，退伍军人事务部，加拿大总督秘书等代表组成，而后扩展到包括了来自加拿大文化遺產部，加拿大自然資源部，和加拿大皇家铸币厂的代表，并由女王和英国国防部提供协助。加拿大纹章官Emmanuelle Sajous表示，经研究考虑后，第一个十字勋章在2007年铸造，2008年，总督庄美楷在总督府告诸公众。总共铸造了20枚，每块由三类金属组成：有来自伊丽莎白二世捐赠的塞瓦斯托波尔之围（1854 – 1855）中缴获的俄罗斯大炮，有来自联邦奖章的金属（1867年标志加拿大联邦成立）；有来自加拿大每个地区选取的金属。奖章由浇铸而非冲压而成，延续了英国的传统（因为当时合金太脆，不能冲压），并在加拿大皇家铸币厂完成。首两枚勋章送呈白金汉宫予英国皇家收藏馆入藏，其他样本送去了加拿大的总督府皇家收藏馆，国防部，图书档案馆，战争博物馆。
身为加拿大荣誉系统的顶点，维多利亚十字勋章需要佩戴在所有其他加拿大勋章和徽章之前（包括功績勳章和加拿大勋章）。作为勋章佩戴时，要挂在左胸的勋章条上，除非礼仪要求佩戴略绶（中心有铜十字章缩影）。如果一个人收到多个十字勋章的嘉奖，那么就在缎带上增加记叙勋扣和在略绶上增加缩影。

## 阅读延伸
- Beharry, Johnson. . Waterloo: Crystalline Sphere Publishing. 2006. ISBN 0-316-73321-0.
- Bishop, William Arthur. . Toronto: McGraw-Hill Ryerson. 1995. ISBN 978-0-07-552619-3.
- Boileau, John. . Nimbus Publishing. 2005. ISBN 978-1-55109-548-6.
- Halliday, Hugh. . Toronto: Robin Brass Studio. 2006. ISBN 978-1-896941-47-9.
- Machum, George C. . Toronto: McClelland and Stewart. 1956.
- Swettenham, John. . Toronto: Hakkert. 1973. ISBN 978-0-88866-525-6.